# ريكي (لاعب كرة قدم)
ريكي (بالإسبانية: Riki Rodríguez)‏ هو لاعب كرة قدم إسباني في مركز الوسط، ولد في 25 سبتمبر 1997 في أوفييدو في إسبانيا. لعب مع ريال أوفييدو.

## وصلات خارجية
- ريكي (لاعب كرة قدم) على موقع قاعدة بيانات كرة القدم.إي يو (الإنجليزية)
- ريكي (لاعب كرة قدم) على موقع Soccerway.com (الإنجليزية)